# Canton de Pont-de-Beauvoisin
Pour les articles homonymes, voir Canton du Pont-de-Beauvoisin.
Le canton de Pont-de-Beauvoisin est une ancienne division administrative française située dans le département de l'Isère en région Rhône-Alpes.

## Géographie
Ce canton était organisé autour de Pont-de-Beauvoisin dans l'arrondissement de La Tour-du-Pin. Son altitude variait de 207 m (Aoste) à 584 m (Saint-Martin-de-Vaulserre) pour une altitude moyenne de 318 m.

## Histoire
De 1833 à 1848, les cantons de Pont-de-Beauvoisin et de Saint-Geoire avaient le même conseiller général. Le nombre de conseillers généraux était limité à 30 par département.

## Représentation

### Conseillers généraux de 1833 à 2015
| Période | Période          | Identité                                | Étiquette         | Qualité |
| ------- | ---------------- | --------------------------------------- | ----------------- | --- |
| 1833    | 1859 (décès)     | Augustin Berlioz                        |                   | Banquier, négociant, maire de Pont-de-Beauvoisin                                                            |
| 1859    | 1871             | Eugène Favot                            |                   | Notaire, maire de Pont-de-Beauvoisin                                                                        |
| 1871    | 1899 (démission) | Auguste Ennemond Amédée Bovier-Lapierre | Rad.              | Avocat à la Cour d'appel de Grenoble Député (1881-1899)                                                     |
| 1899    | 1904             | Antoine Marion                          | Rad.              | Maire de La Bâtie-Montgascon                                                                                |
| 1904    | 1932 (décès)     | Claude Rajon                            | Rad.              | Enseignant Député (1897-1910 et 1914-1919) Sénateur (1921-1932)                                             |
| 1932    | 1940             | François Bellen                         | Rad.              | Industriel - Maire de Chimilin                                                                              |
|         |                  |                                         |                   | |
| 1943    | 1945             | Pierre Collomb                          | ?                 | Maire des Abrets Nommé conseiller départemental en 1943 Déclaré inéligible en 1944, mesure relevée en 1945  |
|         |                  |                                         |                   | |
| 1945    | 1958             | Alfred Paget                            | SFIO              | Pharmacien Maire de Pont-de-Beauvoisin (1945-1959), ancien conseiller d'arrondissement Sénateur (1946-1955) |
| 1958    | 1976             | René Marrel (1910-1997)                 | RI                | Maire de Pont-de-Beauvoisin                                                                                 |
| 1976    | 1982             | Georges Bally                           | PS                | Professeur d'histoire au collège de Pont-de-Beauvoisin Député (1981-1986)                                   |
| 1982    | 2001             | Yves Touraine                           | app. UDF puis RPR | Chirurgien Maire de Pont-de-Beauvoisin                                                                      |
| 2001    | 2015             | Serge Revel                             | Verts-EÉ puis DVG | Maître de conférences en communication Maire de Pressins (1989-2010) Vice-président du Conseil général      |

### Conseillers d'arrondissement (de 1833 à 1940)
| Période                                  | Période      | Identité                                  | Étiquette | Qualité |
| ---------------------------------------- | ------------ | ----------------------------------------- | --------- | --- |
| 1833                                     | 1836         | François Xavier Permezel fils (1803-1870) |           | Propriétaire et négociant à Pont-de-Beauvoisin                                                              |
| 1836                                     | 1848         | M. Pravaz                                 |           | Officier de l'Université, adjoint au maire de Pont-de-Beauvoisin                                            |
|                                          |              |                                           |           | |
| av.1895                                  |              | Louis Lanet                               |           | Propriétaire, maire de Saint-Jean-d'Avelanne                                                                |
|                                          |              |                                           |           | |
| 20 déc. 1908                             |              | Philippe Barrier                          | Radical   | Pharmacien, maire des Abrets                                                                                |
|                                          |              |                                           |           | |
|                                          | 1934 (décès) | M. Cuchet                                 |           | |
| 19 janv. 1935                            | 1940         | Alfred Paget                              | SFIO      | Pharmacien, maire de Pont-de-Beauvoisin (1935-1941)                                                         |
| 1940                                     |              |                                           |           | Les conseils d'arrondissement ont été suspendus par la loi du 12 octobre 1940 et n'ont jamais été réactivés |
| Les données manquantes sont à compléter. |              |                                           |           | |

## Composition
Le canton de Pont-de-Beauvoisin regroupait quatorze communes et comptait 23 968 habitants (populations légales de 2011 sans doubles comptes).
| Nom                       | Code Insee | Intercommunalité           | Superficie (km2) | Population (dernière pop. légale) | Densité (hab./km2) |
| ------------------------- | ---------- | -------------------------- | ---------------- | --------------------------------- | ------------------ |
| Les Abrets                | 38001      | CC Bourbre-Tisserands      | 6,89             | 3 644 (2013)                      | 529                |
| Aoste                     | 38012      | CC Les Vals du Dauphiné    | 9,82             | 2 797 (2014)                      | 285                |
| La Bâtie-Montgascon       | 38029      | CC Les Vals du Dauphiné    | 8,43             | 1 876 (2014)                      | 223                |
| Chimilin                  | 38104      | CC Les Vals du Dauphiné    | 9,66             | 1 458 (2014)                      | 151                |
| Corbelin                  | 38124      | CC Les Balcons du Dauphiné | 12,00            | 2 220 (2014)                      | 185                |
| Fitilieu                  | 38165      | CC Bourbre-Tisserands      | 10,01            | 1 844 (2013)                      | 184                |
| Granieu                   | 38183      | CC Les Vals du Dauphiné    | 3,73             | 471 (2014)                        | 126                |
| Le Pont-de-Beauvoisin     | 38315      | CC Les Vals du Dauphiné    | 7,36             | 3 546 (2014)                      | 482                |
| Pressins                  | 38323      | CC Les Vals du Dauphiné    | 10,10            | 1 143 (2014)                      | 113                |
| Romagnieu                 | 38343      | CC Les Vals du Dauphiné    | 17,11            | 1 549 (2014)                      | 91                 |
| Saint-Albin-de-Vaulserre  | 38354      | CC Les Vals du Dauphiné    | 4,99             | 398 (2014)                        | 80                 |
| Saint-André-le-Gaz        | 38357      | CC Les Vals du Dauphiné    | 8,89             | 2 751 (2014)                      | 309                |
| Saint-Jean-d'Avelanne     | 38398      | CC Les Vals du Dauphiné    | 7,85             | 939 (2014)                        | 120                |
| Saint-Martin-de-Vaulserre | 38420      | CC Les Vals du Dauphiné    | 3,92             | 256 (2014)                        | 65                 |

## Démographie
| 1962   | 1968   | 1975   | 1982   | 1990   | 1999   | 2011   |
| ------ | ------ | ------ | ------ | ------ | ------ | ------ |
| 14 229 | 14 999 | 15 400 | 16 676 | 17 322 | 18 012 | 23 968 |